# Tipula (Acutipula) milanjii
Tipula (Acutipula) milanjii is een tweevleugelige uit de familie langpootmuggen (Tipulidae). De soort komt voor in het Afrotropisch gebied.